# La Ville-Dieu-du-Temple
La Ville-Dieu-du-Temple ist eine Gemeinde im Südwesten Frankreichs im Département Tarn-et-Garonne in der Region Okzitanien. Sie hat 3.305 Einwohner (Stand 1. Januar 2022), gehört zum Arrondissement Montauban und ist Teil des Kantons Castelsarrasin. Die Einwohner werden Théopolitains genannt.

## Geographie
La Ville-Dieu-du-Temple liegt in der Ebene des Tarn, an seinem Zufluss Larone. Umgeben wird La Ville-Dieu-du-Temple von den Nachbargemeinden Labastide-du-Temple und Meauzac im Norden, Barry-d’Islemade im Nordosten, Albefeuille-Lagarde im Nordosten und Osten, Montbeton im Osten und Südosten, Escatalens im Süden, Saint-Porquier im Südwesten sowie Castelsarrasin im Westen.
Durch die Gemeinde führt die frühere Route nationale 658 (heutige Départementstraße 958).

## Geschichte
Der Ort wurde im 12. Jahrhundert durch die Tempelritter gegründet, die hier eine Kommandantur einrichteten. Mit dem Untergang des Templerordens wurde der Malteserorden mit der Ortschaft im 14. Jahrhundert belehnt.

### Bevölkerungsentwicklung
| 1962 | 1968 | 1975 | 1982 | 1990 | 1999 | 2006 | 2018 |
| 1158 | 1236 | 1362 | 1656 | 1744 | 2329 | 2415 | 3173 |

## Sehenswürdigkeiten
- Kirche Notre-Dame-de-l’Assomption (Mariä Himmelfahrt) im neogotischen Stil, 1865 erbaut, als Ersatz für die während der französischen Revolution abgebrochene Kirche Notre-Dame